# Dzhanan Manolova
Dzhanan Manolova –en búlgaro, Джанан Манолова– (16 de mayo de 1993) es una deportista búlgara que compite en lucha libre. Ganó una medalla de bronce en el Campeonato Mundial de Lucha de 2015 y dos medallas de bronce en el Campeonato Europeo de Lucha, en los años 2012 y 2014.

## Palmarés internacional
| Campeonato Mundial | Campeonato Mundial         | Campeonato Mundial | Campeonato Mundial |
| Año                | Lugar                      | Medalla            | Categoría          |
| ------------------ | -------------------------- | ------------------ | ------------------ |
| 2015               | Las Vegas (Estados Unidos) | Medalla de bronce  | 60 kg              |
| Campeonato Europeo |                            |                    |                    |
| Año                | Lugar                      | Medalla            | Categoría          |
| 2012               | Belgrado (Serbia)          | Medalla de bronce  | 67 kg              |
| 2014               | Vantaa (Finlandia)         | Medalla de bronce  | 63 kg              |